# Mon pays (chanson, 1965)
Pistes de Gilles Vigneault à La Comédie-Canadienne
La Musique
Mon pays est une chanson écrite et interprétée par Gilles Vigneault, sortie en 1965.

## Historique
Gilles Vigneault écrit et compose cette chanson en 1964, pour répondre à une commande de l'Office national du film du Canada, pour un film d'Arthur Lamothe, La neige a fondu sur la Manicouagan, sorti en 1965. La chanson sort dans son album Gilles Vigneault à La Comédie-Canadienne en 1965. 
Monique Leyrac l'interprète au Festival de Sopot et y remporte le prix du chef-d'œuvre en 1965, avant de l'enregistrer en 1967. De nombreux artistes reprennent la chanson, entre autres Danielle Licari en 1975, Ginette Reno en 1976, ou encore Catherine Sauvage. Le compositeur André Gagnon intègre le thème de Mon pays dans son album, Mes quatre saisons (1969).
La chanson entre au Panthéon des auteurs et compositeurs canadiens en 2006.

## Thématique
Mon pays est considéré comme un deuxième hymne québécois de l'auteur-compositeur, avec Gens du pays. « Chanson phare du répertoire québécois, celle-ci prend rapidement une connotation politique. ». Gilles Vigneault y décrit de manière poétique les particularités de son pays. Il « célèbre le blanc paysage hivernal du pays de ses rêves et de celui qui est dans son cœur - ce que plusieurs commentateurs ont replacé dans le contexte d'un Québec séparé »
La manière de parler de son pays en commençant par « Mon pays, ce n'est pas un pays, c'est l'hiver » met l'accent sur la froideur du climat, au point de nier le statut de pays. Pour des spécialistes de littérature québécoise, « le glissement entre territoire et climat résume un stratagème fréquent dans le traitement romanesque de l'identité québécoise […] ce glissement met en évidence les difficultés à saisir l'essentiel de l'expérience québécoise. »